# Silay
Silay, oficialment la ciutat de Silay (ilongo: Dakbanwa/Syudad sang Silay; cebuà: Dakbayan sa Silay; filipí: Lungsod ng Silay), és una ciutat de la província de Negros Occidental, a Filipines. Segons el cens de 2020, té una població de 130.478 persones.
Forma part de l'àrea metropolitana anomenada Metro Bacolod, que inclou les ciutats de Bacolod (el centre metropolità) i Talisay. Té un port comercial i pesquer important i també el nou aeroport internacional de Bacolod–Silay, que va substituir l'antic aeroport nacional de la ciutat de Bacolod.
Sovint es coneix a Silay com el "París de Negros" pels seus artistes, espectacles culturals i una gran col·lecció de cases patrimonials perfectament conservades. Més d'una trentena d'aquestes cases han estat declarades per la Comissió Històrica Nacional de les Filipines com a part del Monument Històric Nacional de Silay.